# Invasives duktales Karzinom
Die Bezeichnung invasives duktales Karzinom (engl. invasive ductal carcinoma oder IDC) wird für alle bösartigen Tumoren verwendet, die sich in den Milchgängen (duktal) der Brustdrüse gebildet haben und in umliegendes Gewebe eingebrochen sind (invasiv) oder die nicht eindeutig einem anderen Tumortyp zugeordnet werden können („not otherwise specified“).
Mit etwa 70 Prozent ist das IDC die häufigste Form des Brustkrebses.